# Ambrosius Bosschaert

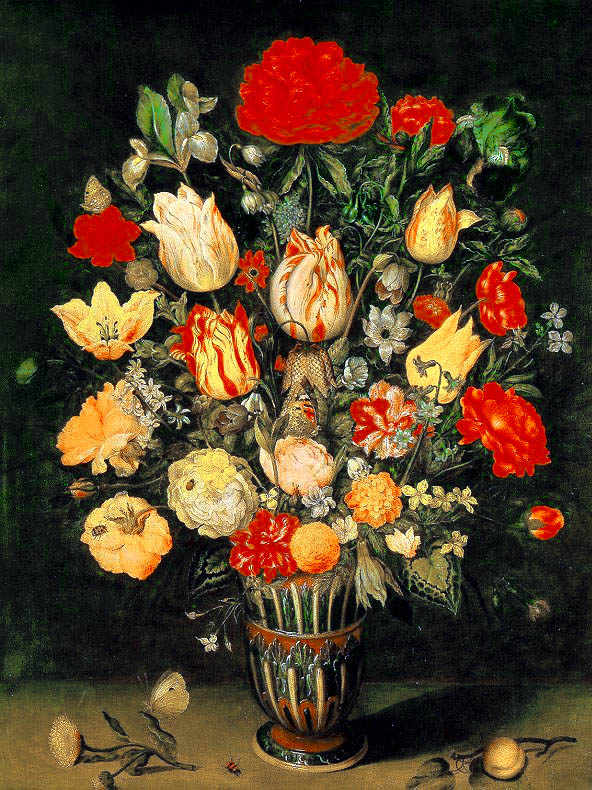
Virágcsendélet

Ambrosius Bosschaert, id. (Antwerpen, 1573. január 18. — Hága, 1621.) holland festő. Csendéletek festésére szakosodott a holland festészet aranykorában.

## Pályája
Pályafutását Antwerpenben kezdte, de többnyire Middelburgban (1593–1613) tartózkodott a család, mivel protestáns vallásúak voltak. Middelburgban Bosschaert bekapcsolódott a helyi céh munkájába, festéssel, műkereskedelemmel foglalkozott. 1614-ben megnősült és Amszterdamba költözött, majd 1616-ban Utrechtbe, 1619-ben Breda lett munkájának székhelye, itt 1621-ben betegedett meg, s miközben Hágába szállították gyógyítás céljából, útközben vesztette életét, ezért halálának helye Hága. Nagyon korán kialakította magának a virágcsendélet műfajt, mintegy erre szakosodott. Továbbadta tudását tanítványainak, családtagjainak. Családtagjai a 17. század közepéig foglalkoztak csendéletek festésével és műkereskedelemmel éppen úgy, mint a dinasztia-alapító atya.

## Művészete
Ambrosius Bosschaert főleg tulipánt, cikláment, rózsát festett, a hagyományos holland virágokat, de a holland népesség nagyon kedvelte az egzotikus virágokat is, így azokat is megfestette. Kagylókkal, lepkékkel, gyümölcsökkel, vázákkal vagy éppen szabadba nyíló ablakokkal gazdagította az egyes kompozíciók összeállítását. Nagyon finom, szimmetrikus kompozíciókat alkotott, színes kolorittal. Statikus szemlélettel dolgozott barokk stílusban. Festményeit számos híres múzeum őrzi, köztük a Louvre; National Gallery (London); Rijksmuseum (Amszterdam); Alte Pinakothek (München).

## Képgaléria

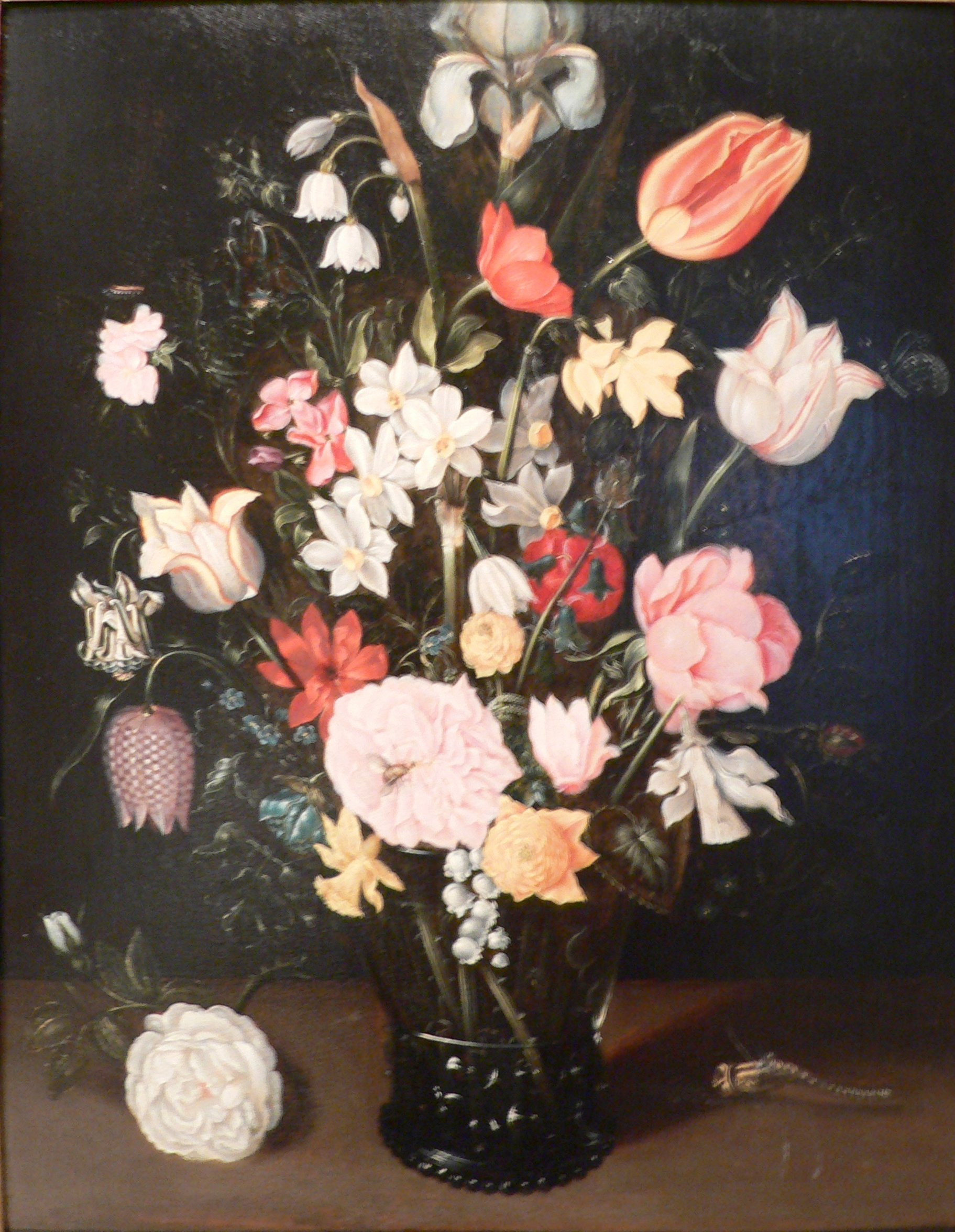
Virágok üvegvázában
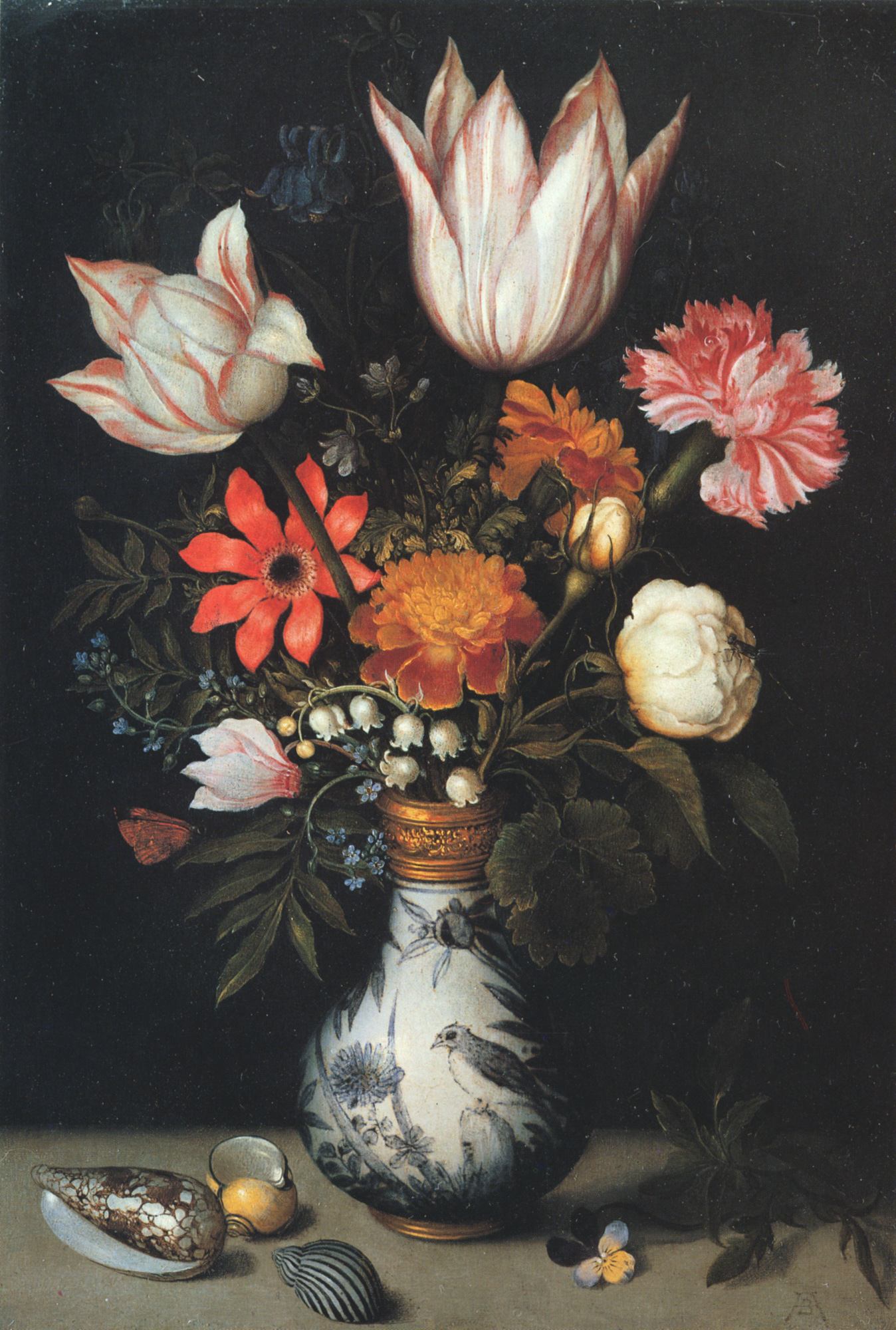
Tulipán, rózsa, egy rózsaszín és fehér szegfű és más virágok vázában
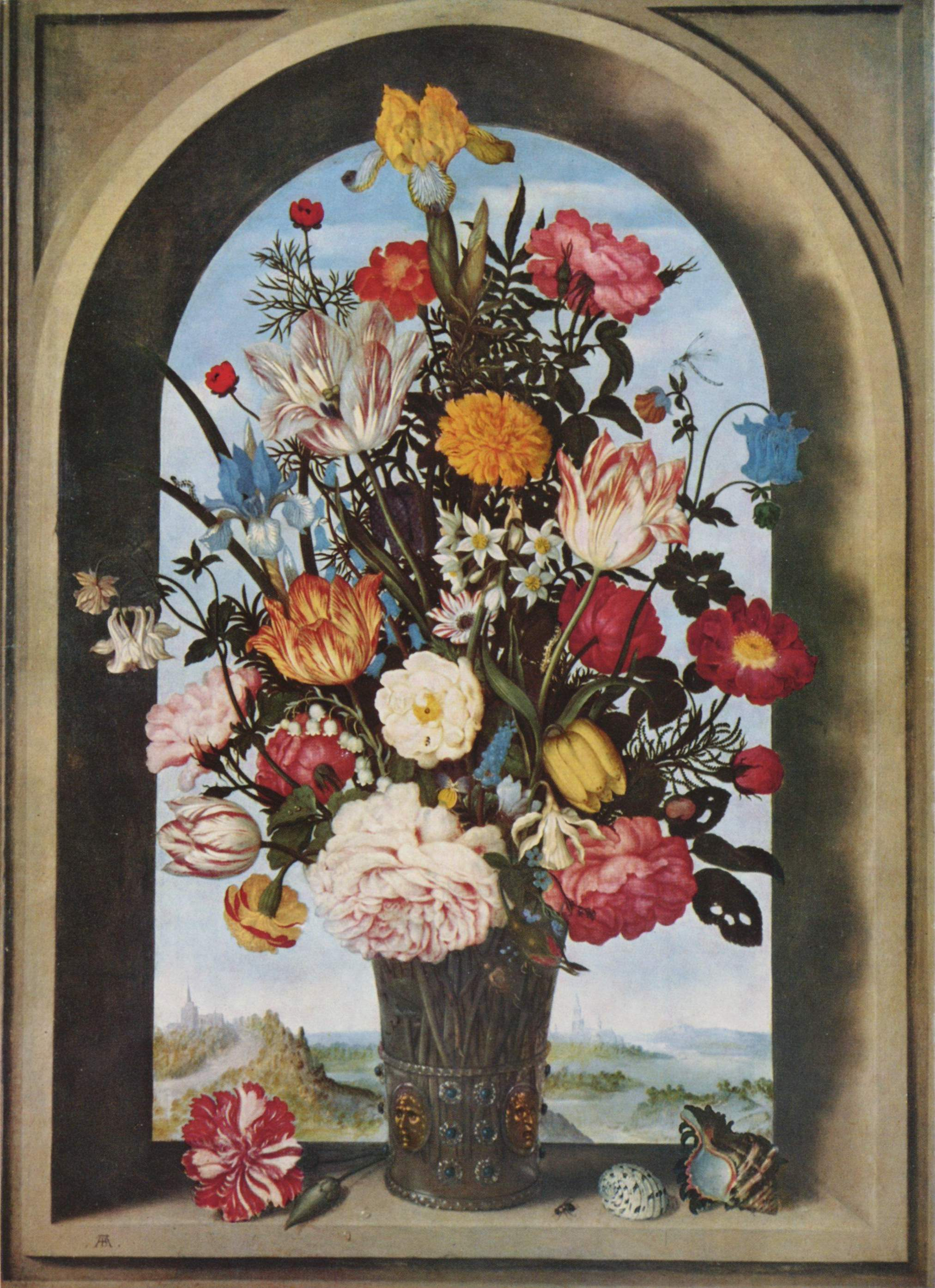
Egy váza virág az ablakban
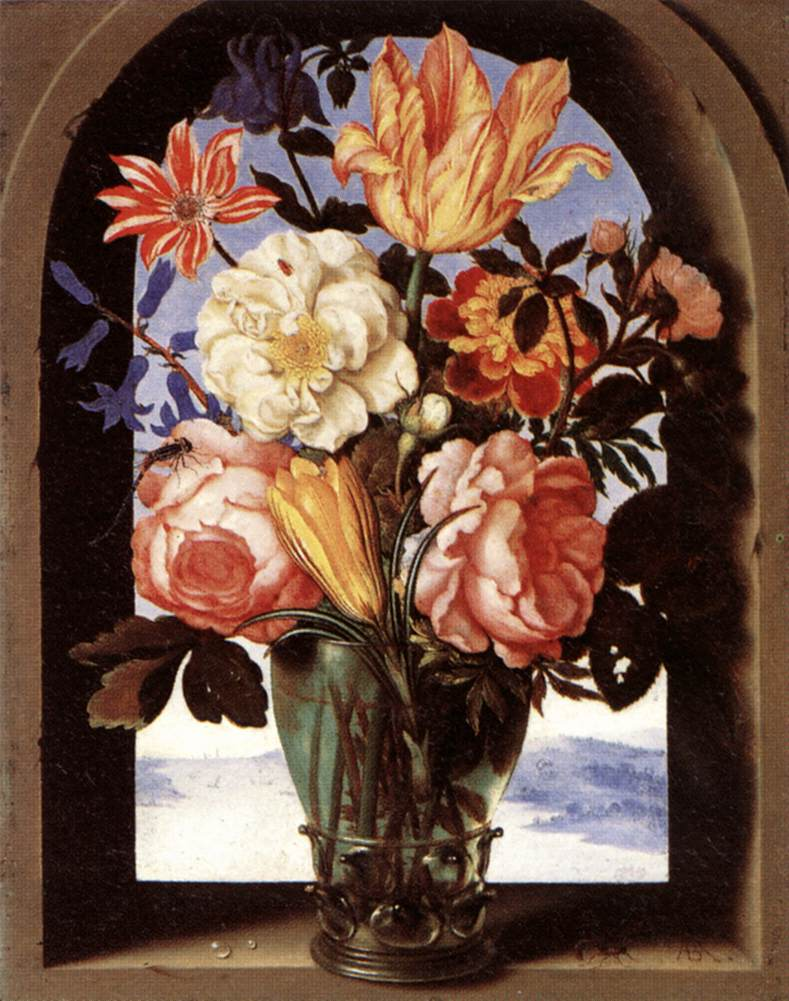
Virágcsokor

## Fordítás
- Ez a szócikk részben vagy egészben  az   Ambrosius Bosschaert című angol Wikipédia-szócikk fordításán alapul.  Az eredeti cikk szerkesztőit annak laptörténete sorolja fel. Ez a jelzés csupán a megfogalmazás eredetét és a szerzői jogokat jelzi, nem szolgál a cikkben szereplő információk forrásmegjelöléseként.